# Пуцак
Пуцак (хорв. Pucak) — населений пункт у Хорватії, в Приморсько-Горанській жупанії у складі громади Скрад.

## Населення
Населення за даними перепису 2011 року становило 1 осіб.
Динаміка чисельності населення поселення:

## Клімат
Середня річна температура становить 8,64 °C, середня максимальна – 21,66 °C, а середня мінімальна – -5,79 °C. Середня річна кількість опадів – 1445 мм.
| Клімат поселення                              | Клімат поселення | Клімат поселення | Клімат поселення | Клімат поселення | Клімат поселення | Клімат поселення | Клімат поселення | Клімат поселення | Клімат поселення | Клімат поселення | Клімат поселення | Клімат поселення | Клімат поселення |
| Показник                                      | Січ.             | Лют.             | Бер.             | Квіт.            | Трав.            | Черв.            | Лип.             | Серп.            | Вер.             | Жовт.            | Лист.            | Груд.            |                  |
| Середній максимум, °C                         | 5,53             | 6,56             | 9,50             | 13,52            | 18,23            | 21,63            | 21,66            | 21,26            | 17,42            | 13,05            | 7,90             | 4,46             |                  |
| Середня температура, °C                       | −0,12            | 0,89             | 3,84             | 7,86             | 12,56            | 15,99            | 17,80            | 17,42            | 13,60            | 9,20             | 4,05             | 0,63             |                  |
| Середній мінімум, °C                          | −5,79            | −4,75            | −1,82            | 2,21             | 6,90             | 10,33            | 13,96            | 13,58            | 9,75             | 5,37             | 0,23             | −3,22            |                  |
| Норма опадів, мм                              | 87               | 89               | 106              | 120              | 107              | 129              | 99               | 114              | 137              | 164              | 167              | 126              |                  |
| Середньомісячна швидкість вітру, м/с          | 2.02             | 2.21             | 2.46             | 2.36             | 2.21             | 2.08             | 1.98             | 1.97             | 1.91             | 2.02             | 2.20             | 2.19             |                  |
| Середньомісячна сонячна радіація, кДж/м²·день | 4195             | 6964             | 10253            | 14610            | 18797            | 20455            | 21800            | 18463            | 13492            | 8737             | 4600             | 3469             |                  |
| --------------------------------------------- | ---------------- | ---------------- | ---------------- | ---------------- | ---------------- | ---------------- | ---------------- | ---------------- | ---------------- | ---------------- | ---------------- | ---------------- | ---------------- |
| Джерело:                                      |                  |                  |                  |                  |                  |                  |                  |                  |                  |                  |                  |                  |                  |